# آنگوتارا نیکایا

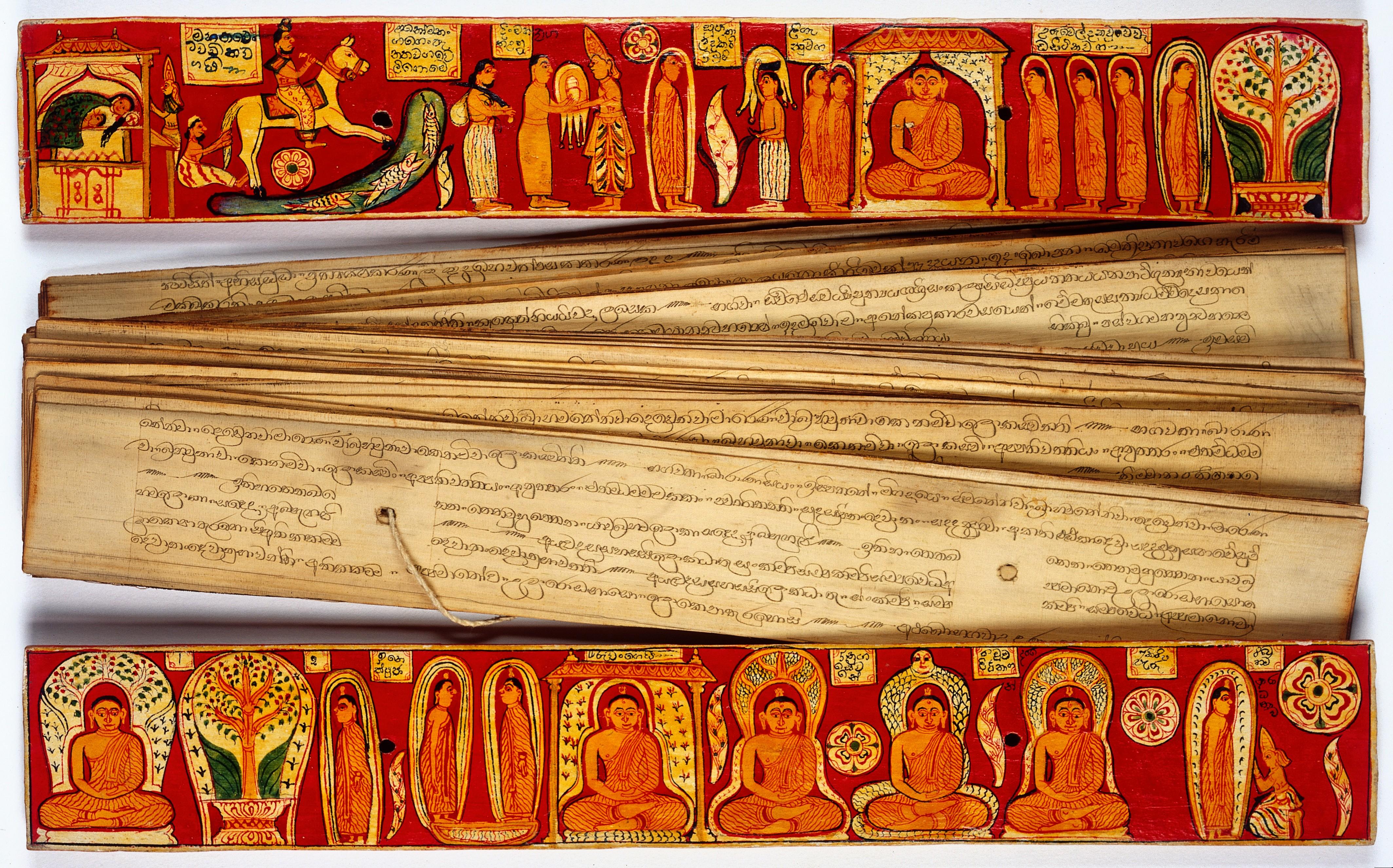
نمایی از یک آنگوتارا نیکایا

آنگوتارا نیکایا (انگلیسی: Aṅguttara Nikāya) که به «مجموعه تدریجی» یا «گفتارهای عددی» نیز ترجمه شده‌است) یک کتاب مقدس بودایی است، چهارمین مجموعه از پنج نیکایاها، یا مجموعه‌ها، در سوترا پیتاکا، که یکی از «سه سبد» به زبان پالی است که شامل تریپیتاکای ترواده آیین بودا نیز می‌شود. این نیکایا مشتمل بر هزاران گفتار منسوب به گوتاما بودا و شاگردان اصلی او است که در یازده «کتاب» تنظیم شده‌اند، بر اساس تعداد آیتم‌های درمه که در آنها ارجاع شده‌است.